# Michel Kaham
Michel Kaham   (Bafang, 1 de juny de 1952) és un exfutbolista camerunès de la dècada de 1980.
Fou internacional amb la selecció de futbol del Camerun amb la qual participà en la Copa del Món de futbol de 1982.
Pel que fa a clubs, destacà a França a Quimper Cornouaille FC, Tours FC i Valenciennes FC.
Un cop retirat fou entrenador a Diamant Yaoundé, Olympic Mvolyé, Unisport Bafang i KSA de Douala.